# Tongjiang, Bazhong
Tongjiang, tidigare stavat Tungkiang, är ett härad som lyder under Bazhongs stad på prefekturnivå i Sichuan-provinsen i sydvästra Kina.
Orten har tillgångar på naturgas, marmor, dolomit, gips och uran.